# République du Jämtland
Les républiques unies du Jämtland, Härjedalen et du Ravund (nom local : Förenade republikerna Jamtland, Herjeådalen och Ravund), ou plus simplement la république du Jämtland, est une micronation, un projet culturel et marketing, fondés sur des éléments régionalistes et historiques, située dans le comté de Jämtland, au centre de la Scandinavie.

## Histoire

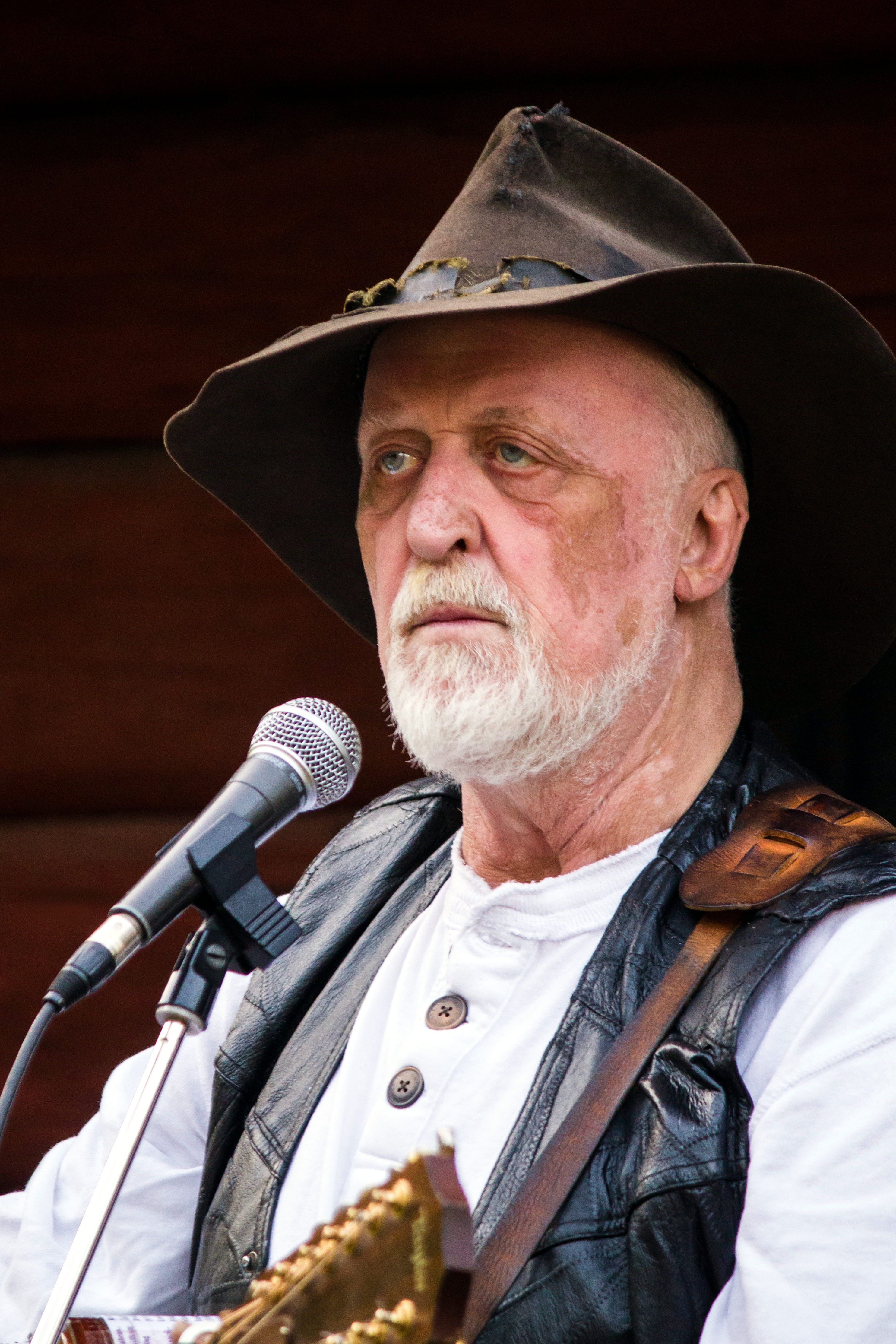
Ewert Ljusberg, président actuel de la république du Jämtland

Du Xe siècle au XIIe siècle, le Jämtland est une province autonome et sans organisation royale, d'où l'appellation actuelle de "république". Il est annexé par le royaume de Norvège en 1178. Elle conserve son autonomie et acquitte des impôts au royaume norvégien. En 1470, l'assemblée du Jamtamót (en) est constituée. En 1645, après le traité de Brömsebro, le territoire devient une province de la Suède. Les liens culturels, historiques et linguistiques avec la région norvégienne de Trøndelag demeurent aussi forts qu'avec les provinces suédoises environnantes.
La république moderne du Jämtland est fondée en 1963 en réaction à l'émigration dans le comté. L'événement fondateur est l'opposition au plan de centralisation des fonctionnaires consistant en la fusion du comté avec le comté de Västernorrland. Les fondateurs s'organisent en une association appelé "Mouvement de libération" et fait de la mobilisation durant le festival Storsjöyran (en) à Östersund. L'acteur Yngve Gamlin est élu premier président. Le Jämtland est proclamé comme république à part entière au sein du royaume de Suède. En 1967, elle obtient une certaine reconnaissance lorsque Gamlin est invité à Harpsund et s'assoit dans une barque avec le Premier ministre Tage Erlander et d'autres hommes d'État. Dans les années 1970, le mouvement se calme.
Le deuxième président, élu en 1983, le comédien Moltas Erikson (sv), décrit le mouvement de libération comme « 51 % de plaisanterie et 49 % de sérieux ». Il est largement considéré comme un canular, et le soutien effectif à un État indépendant au sein de la population locale est faible. Le but principal du mouvement est la préservation et la promotion de la langue jämtska (sv), de la culture et du mode de vie de la province, plutôt que l'indépendance effective des "républiques constituantes".
Le troisième et actuel président depuis 1989 est le chanteur engagé Ewert Ljusberg (en). Chaque année, il s'adresse à la foule des spectateurs du Storsjöyran, il proteste et se moque des « gros Suédois », du gouvernement et de l'Union européenne, sur un ton combinant encore le sérieux et la plaisanterie. Les ministres les plus connus sont le politique Olof Johansson, l'écrivain Bodil Malmsten et l'actrice Kim Anderzon (en).

## Symboles

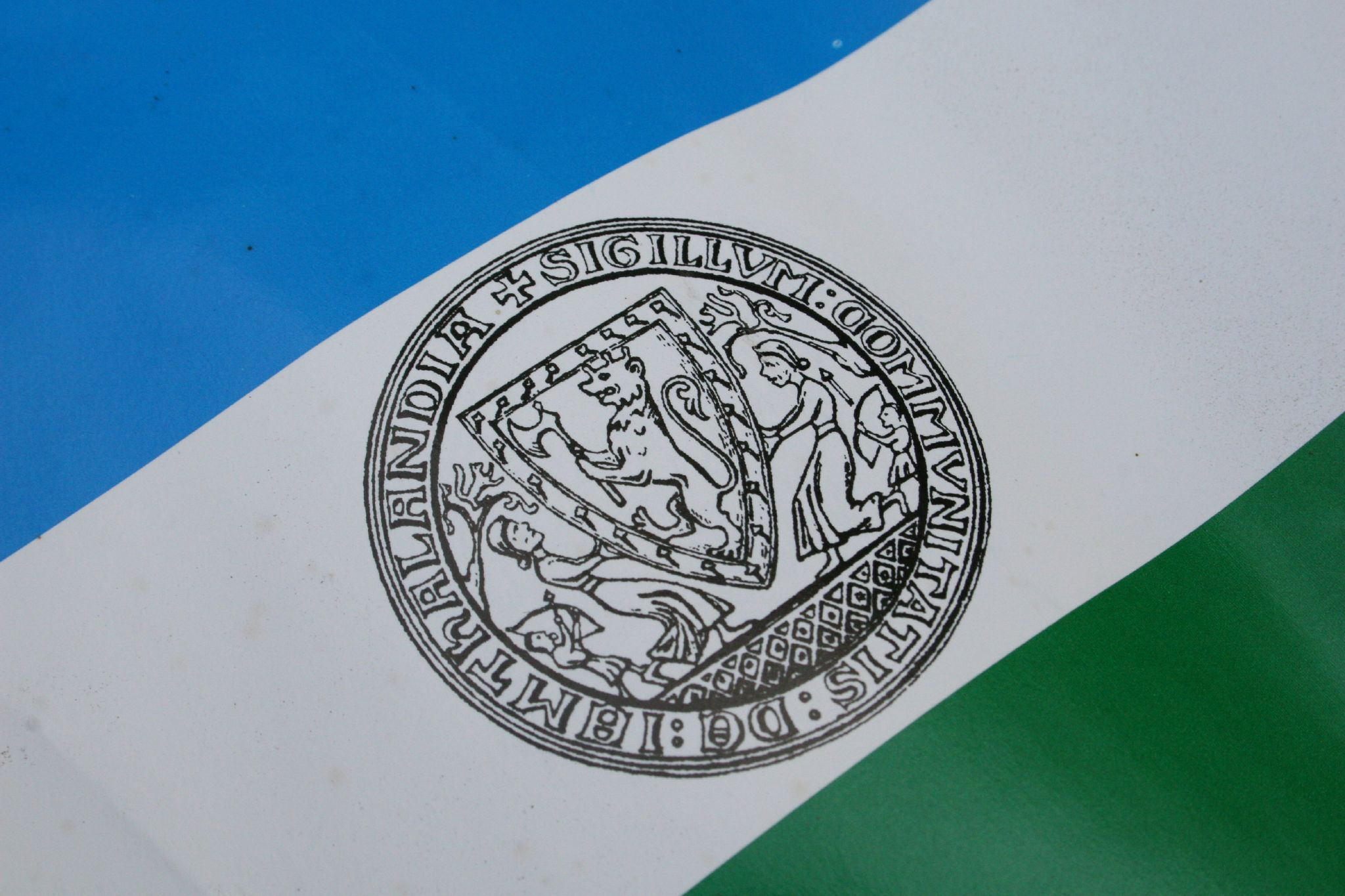
Le sceau au centre du drapeau de la république du Jämtland

Le drapeau est créé en 1983 par Kent Backman et Bo Oscarsson. Les bandes horizontales bleu, blanche et verte représentent le ciel, les montagnes enneigées et la forêt, ou bien encore les trois républiques. Sur la bande blanche se trouve le vieux sceau d'attestation du Jämtland par le roi Magnus VI de Norvège au XIIIe siècle. Le sceau est composé de deux femmes tenant un bouclier (sans couronne) avec le lion de l'État norvégien et deux chasseurs prenant pour cible trois écureuils (à l'époque, le Jämtland payait des impôts à la Norvège en fourrure d'écureuil, grise l'hiver). Le sceau est utilisé officiellement jusqu'en 1570.
Le drapeau est devenu très populaire dans le Jämtland et la diaspora de la province en Suède. Les statuts de la république du Jämtland désignent le 12 mars, le 16 juin, le 23 juillet et le 23 décembre comme les jours de drapeau : le 23 juillet commémore la première apparition officielle du drapeau, le 12 mars le jour national, le 16 juin commémore le jour où la Jamtamot est abolie par l'occupation suédoise au XVIIe siècle et le 23 décembre, Sjursmäss (sv), un saint local aujourd'hui largement oublié.
L'hymne, la "Jämtlandssången", s'appelle Så tåga vi tillsammans bort ("Nous nous éloignerons ensemble"). Les paroles sont écrites en jämtska, la langue officielle, et traduites en suédois. Il est une reprise d'une composition de Wilhelm Peterson-Berger. Chaque année, Ewert Ljusberg le joue au festival Storsjöyran.
Une prétendue organisation paramilitaire, la "JRA - Jamtland Republican Army", a fait des menaces d'enlèvement, de droit de péage, de contrôle de passeport et de visas et d'autres "balivernes".
L'équipe de football américain d'Östersund reprend toute la symbolique de la république du Jämtland en adoptant à son tour les couleurs et en s'appelant les Jamtland Republicans (sv).